# Love at First Sight (filme)
Love at First Sight (bra: Amor à Primeira Vista; prt: A Probabilidade Estatística do Amor à Primeira Vista) é um filme estadunidense de 2023, do gênero comédia romântica, dirigido por Vanessa Caswill, e estrelado por Haley Lu Richardson, Ben Hardy, Jameela Jamil e Rob Delaney. O roteiro de Katie Lovejoy foi baseado no romance "The Statistical Probability of Love at First Sight" (2011), de Jennifer E. Smith.
A trama retrata a história de dois estranhos que se apaixonam perdidamente depois de se conhecerem no aeroporto, e que tentam se reencontrar depois que seus caminhos se separam após chegarem em seu local de destino.

## Enredo
No dia 21 de dezembro, no Aeroporto JFK, a narradora (Jameela Jamil) apresenta Hadley Sullivan (Haley Lu Richardson), uma estudante estadunidense de 20 anos que frequentemente se atrasa e está com pouca carga em seu telefone. Hadley perde seu voo para Londres, o que a faz remarcada para o próximo.
Em uma estação de carregamento, Hadley conhece Oliver Jones (Ben Hardy), um estudante britânico de 22 anos da Universidade Yale, que gentilmente lhe empresta seu carregador. Eles se dão bem e combinam de jantar juntos na praça de alimentação. Durante a conversa, Hadley revela que está indo para Londres para o segundo casamento de seu pai, Andrew (Rob Delaney), e expressa suas dúvidas sobre a decisão dele de se casar novamente poucos anos após o divórcio de sua mãe. Oliver menciona que está estudando inferência estatística e realizando um projeto de pesquisa não especificado. Como ele está carregando um saco de roupas, Hadley presume que ele também está indo para um casamento, o que ele não contesta.
Depois do embarque, Hadley e Oliver seguem caminhos distintos, mas Oliver descobre que o cinto de segurança de seu assento está quebrado e é realocado para o assento ao lado de Hadley. Durante o voo, eles aproveitam a oportunidade para se conhecer melhor e acabam se apaixonando.
Ao pousarem, Oliver insere seu número de telefone no celular de Hadley para que ela possa contatá-lo, mas o aparelho desliga e ela perde o número. Sem meios de localizá-lo, Hadley segue para o casamento, chegando exatamente no horário do início da cerimônia. Apesar das dificuldades em aceitar a decisão de seu pai de se casar novamente, Hadley é comovida pela bondade e consideração da noiva dele, Charlotte (Katrina Nare).
Após a cerimônia, Hadley escuta amigos da família comentando com Charlotte sobre a necessidade de irem embora mais cedo para comparecer a um serviço memorial. Ao ouvir alguns detalhes, Hadley percebe rapidamente que Oliver veio a Londres para o memorial de sua mãe, e não para um casamento. Com a recepção do casamento de seu pai prevista para começar apenas em quatro horas, Hadley decide ir ao memorial.
Enquanto isso, o irmão de Oliver, Luther (Tom Taylor), o busca no aeroporto para levá-lo à cerimônia, que possui um tema baseado em obras de William Shakespeare. No local, Oliver se encontra com seu pai, Val (Dexter Fletcher), e com sua mãe ainda viva, Tessa (Sally Phillips), que sofre de câncer de pulmão terminal e deseja participar de seu próprio memorial. Oliver expressa seu descontentamento com a decisão dela de não se submeter ao tratamento, mas Tessa ressalta que, mesmo com tratamento, ela ainda morreria, então prefere viver o tempo que lhe resta de acordo com sua própria identidade.
Hadley consegue localizar o serviço memorial, onde conhece a família de Oliver. Após superar a confusão inicial sobre Tessa ainda estar viva, ela finalmente encontra Oliver.
Oliver se alegra ao ver Hadley e tenta suavizar seus sentimentos em relação à morte de sua mãe. Quando ela o pressiona a ser sincero e não usar estatísticas para justificar a situação, Oliver se irrita. Constrangida, Hadley decide ir embora, e apesar das desculpas de Oliver, eles se despedem em um clima ruim. Posteriormente, Oliver faz o discurso em homenagem a Tessa. Durante sua fala, ele admite que tentou quantificar sua vida em números para entender melhor o que está vivendo. Contudo, ele reconhece que não pode reduzir a presença e o significado de sua mãe a meras estatísticas.
Enquanto isso, Hadley percebe que esqueceu sua mochila no memorial e tenta voltar para a recepção do casamento a pé, mas acaba se perdendo. Ela pede emprestado o telefone de um desconhecido e liga para seu pai, que vai buscá-la junto com Charlotte. Andrew elogia sua filha por ter decidido ir ver Oliver e a ajuda a dar um fechamento aos seus sentimentos em relação ao divórcio dele com sua mãe. Ele e Charlotte se desculpam por terem, inadvertidamente, pressionado Hadley ao tentar envolvê-la no casamento. Eles se reconciliam e todos seguem juntos para a recepção.
No fim do memorial, a família de Oliver faz provocações sobre Hadley, e ele afirma que é inútil tentar algo, pois acredita que as chances do relacionamento prosperar são pequenas. Ao encontrar a mochila de Hadley, eles descobrem o convite para o casamento de Andrew e encorajam Oliver a procurá-la. Val comenta que, mesmo sabendo que Tessa acabaria morrendo de câncer, ele não teria feito nada de maneira diferente. Com isso, a família decide ir atrás de Hadley.
Oliver encontra Hadley na recepção e compartilha seus três maiores medos: germes, a escuridão e surpresas, resultado do diagnóstico de câncer de sua mãe. Em seguida, Hadley lhe dá a lembrança de uma surpresa agradável ao beijá-lo. Quando ela pergunta sobre a pesquisa de Oliver, ele revela que está investigando a probabilidade estatística do amor à primeira vista.
A narradora então revela que Hadley e Oliver passarão o resto de suas vidas juntos, serão casados por 58 anos e terão uma filha.

## Elenco
- Haley Lu Richardson como Hadley Sullivan
- Ben Hardy como Oliver Jones
- Jameela Jamil como Narradora
- Rob Delaney como Andrew Sullivan
- Katrina Nare como Charlotte
- Luke Whoriskey como Raleigh
- Tom Taylor como Luther Jones
- Dexter Fletcher como Val Jones
- Sally Phillips como Tessa Jones

## Produção
Em novembro de 2020, Haley Lu Richardson foi escalada para o papel principal, com Vanessa Caswill designada para dirigir o roteiro de Katie Lovejoy, por sua vez baseado no romance "The Statistical Probability of Love at First Sight" (2011), de Jennifer E. Smith. Richardson e Smith também atuaram como produtoras executivas. Em janeiro de 2021, Ben Hardy, Dexter Fletcher, Rob Delaney, Sally Phillips e Jameela Jamil se juntaram ao elenco do filme, com a fotografia principal começando ainda naquele mês.

## Lançamento
Em abril de 2022, a Netflix comprou os direitos de distribuição do filme. A produção estreou mundialmente na plataforma em 15 de setembro de 2023.

## Recepção
No Rotten Tomatoes, site agregador de críticas, 74% das 50 críticas do filme são positivas, com uma classificação média de 6,3/10. O consenso do site diz: "Love at First Sight se beneficia muito de seu truque narrativo peculiar e da química de seus protagonistas cativantes; embora seja um pouco prejudicado por um roteiro fraco, ainda é uma comédia romântica acima da média no geral". O Metacritic, que utiliza uma média ponderada, atribuiu ao filme 55/100 pontos baseados em 11 críticas, indicando críticas "mistas ou medianas".